# جوزيف فان أكين

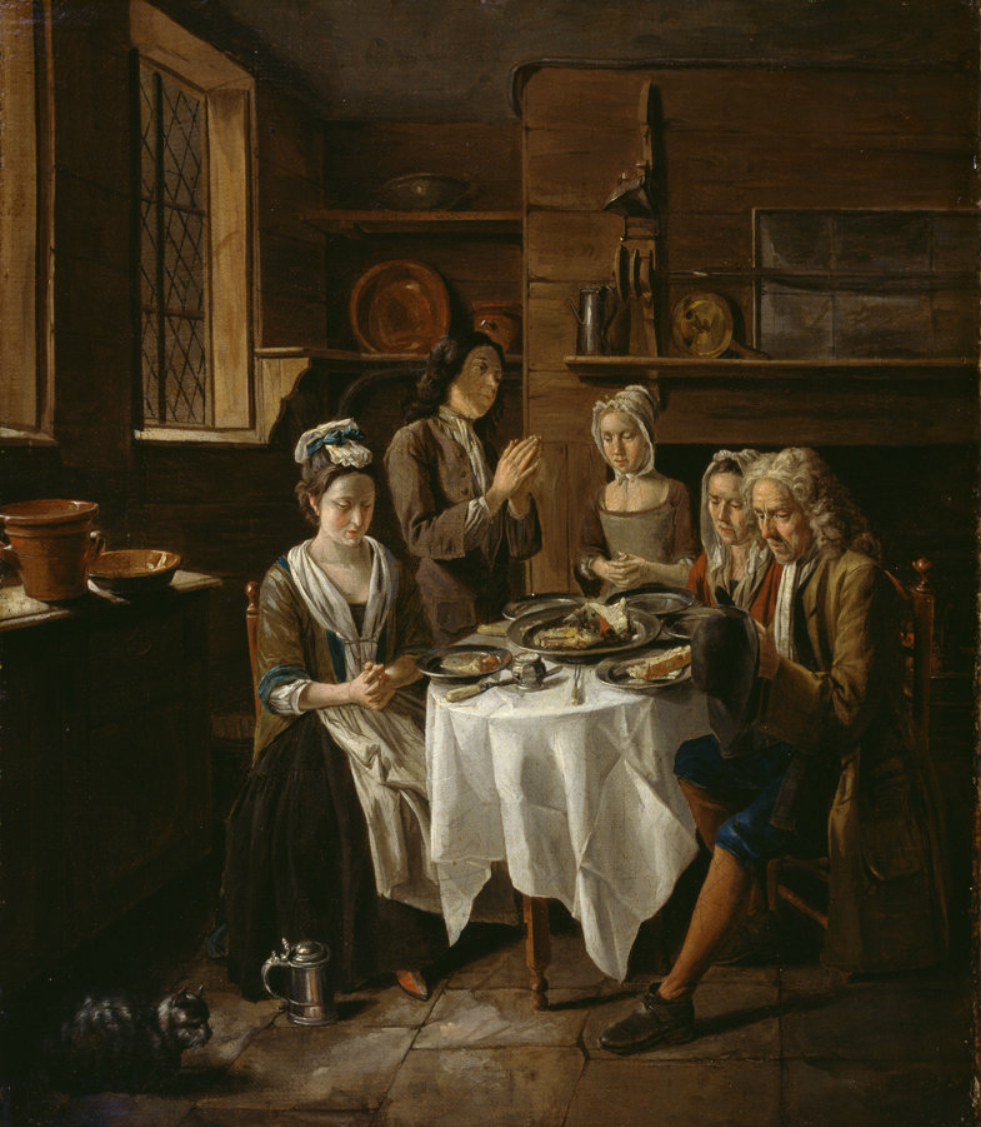
قول غريس

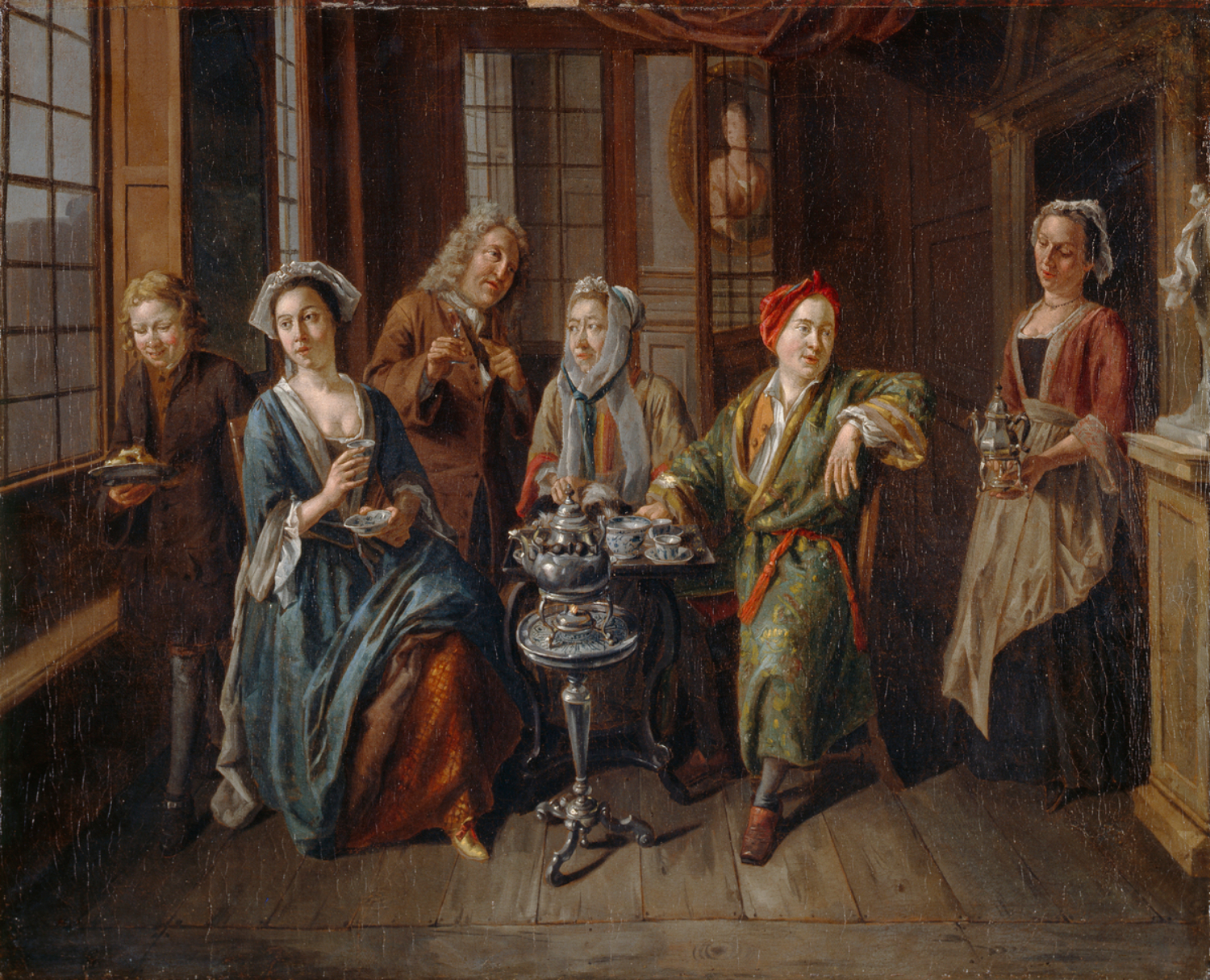
حفلة الشاي ، عشرينيات القرن الثامن عشر

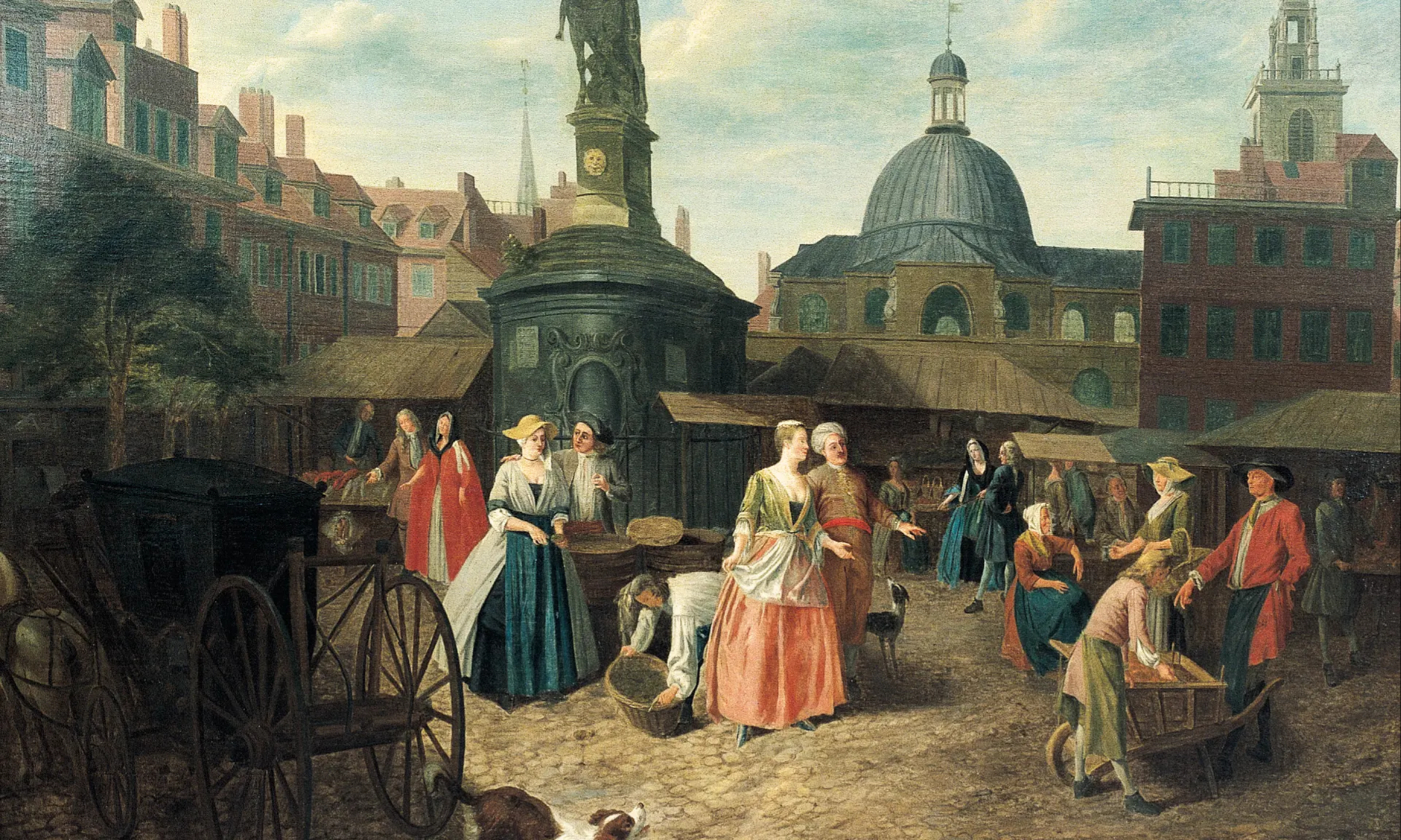
سوق الأسهم القديم في لندن

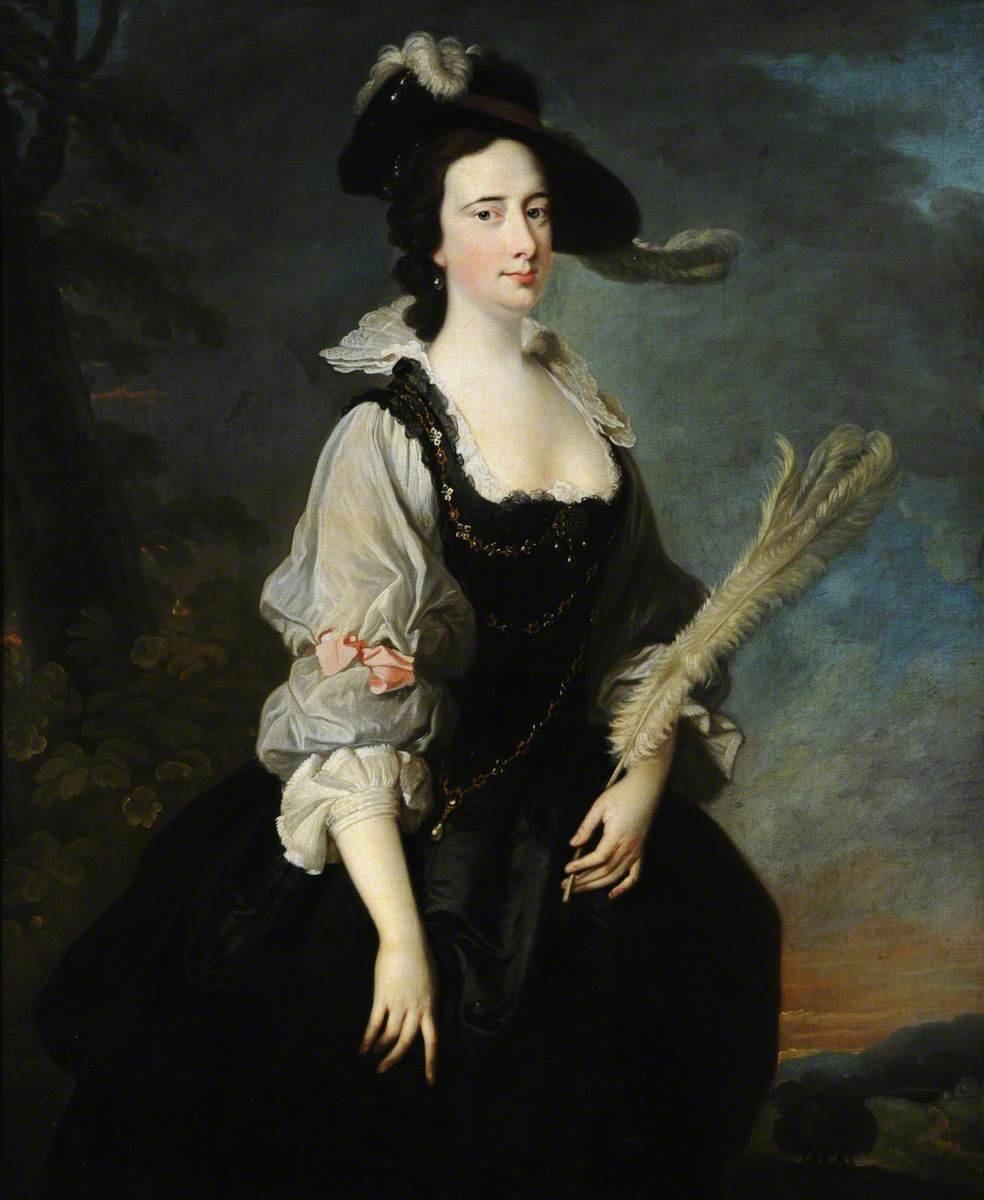
صورة للسيدة لوسي مانرز

 
جوزيف فان أكين ،أو جوزيف فان أكين أو جوزيف فان أكين من هيكن (مواليد حوالي 1699، في أنتويرب – توفيا في 4 يوليو 1749 لندن ) كان من الفلمنكي البريطاني، هو رسام بورتريه وأقمشة قضى معظم حياته المهنية في إنجلترا.  حقق نجاحًا مبدئيًا في إنجلترا من خلال قطع المحادثة العصرية ومشاهد الأنواع الأخرى، ثم تخصص تدريجيًا كرسام للأقمشة. كان رسامو الأقمشة رسامين متخصصين أكملوا الفستان والأزياء والإكسسوارات الأخرى التي ترتديها موضوعات اللوحات الشخصية. لقد عملوا لدى رسامي البورتريه مع عدد كبير من العملاء. تم الاعتراف به كواحد من أبرز رسامي الأقمشة النشطين في إنجلترا في منتصف القرن الثامن عشر، وكان يعمل بهذه الصفة من قبل العديد من رسامي البورتريه الرائدين والأقل شهرة في عصره. 